# One Night's Anger
Chansons représentant l'Albanie au Concours Eurovision de la chanson
Identitet
(2013) I'm Alive
(2015)
One Night's Anger (en anglais La Colère d'une Nuit) est la chanson représentant l'Albanie au Concours Eurovision de la chanson 2014. Elle est interprétée par Herciana Matmuja.

## Sélection
La chaîne nationale albanaise, Radio Televizioni Shqiptar (RTSH), organise la 52e édition du Festivali i Këngës pour déterminer le participant du pays au Concours Eurovision de la chanson 2014 à Copenhague, au Danemark. Il s'agit de deux demi-finales les 26 et 27 décembre et de la grande finale le 28 décembre 2013. Dans le cadre du règlement du concours, les paroles des candidatures participantes doit être en albanais.
L'interprète participe avec la chanson en albanais Zemërimi i nje natë (même titre en français) composée par Genti Lako et écrite par Jorgo Papingji. Tous les trois avaient déjà collaboré pour participer à Festivali i Këngës en 2012. La démo que Lako lui joue en studio émeut Matmuja aux larmes, elle a une grande confiance dans la chanson.
Zemërimi i nje natë est choisie pour représenter le pays au concours, après que les votes d'un jury d'experts sont combinés, ce qui donne 69 points.
Pour mieux percer au Concours Eurovision, la chanson est raccourcie sans l'introduction parlée de la version albanaise, simplifiée, remasterisée et traduite en anglais, One Night's Anger.

## Eurovision
La 59e édition du Concours Eurovision de la chanson comprend deux demi-finales les 6 et 8 mai et la grande finale le 10 mai 2014. À l'exception du pays hôte et du Big Five (France, Allemagne, Italie, Espagne et Royaume-Uni), les dix pays ayant obtenu le plus de points lors d'une demi-finale sont qualifiés pour la finale. Le 20 janvier 2014, il est annoncé que l'Albanie se produira dans la première moitié de la première demi-finale du concours.
La chanson est la sixième de la soirée, suivant No Prejudice interprétée par Pollapönk pour l'Islande et précédant Shine interprétée par les jumelles Tolmatcheva pour la Russie.
Hersi participe aux répétitions techniques les 28 avril et 2 mai, suivies des répétitions générales les 5 et 6 mai. Cela comprend la finale du jury le 6 mai, où les jurys professionnels de chaque pays, responsables de 50 pour cent des votes de chaque pays, regardent et votent sur les candidatures en compétition.
La performance minimaliste de Matmuja reprend les bases de la prestation à la télévision albanaise. Elle commence par une vue arrière d'elle regardant à travers l'arène debout sur un podium. Elle porte une robe longue de couleur ivoire créée par la créatrice albanaise du Kosovo Blerina Kllokoqi Rugova et est accompagnée de deux choristes (Erga Halilaj et Emi Bogdo) et d'un guitariste électrique et d'un batteur. Sur scène, Matmuja se produit devant un écran LED légèrement sombre dont les couleurs sont majoritairement bleues et blanches.
L'Albanie ne se qualifie pas pour la finale. Elle obtient la quinzième et avant-dernière place avec 22 points, se classant neuvième avec les 64 points du jury et quinzième avec 6 points pour le télévote.

### Points attribués à l'Albanie
| 12 points     | 10 points | 8 points | 7 points              | 6 points   |
| ------------- | --------- | -------- | --------------------- | ---------- |
| - Monténégro  |           |          |                       |            |
| 5 points      | 4 points  | 3 points | 2 points              | 1 point    |
| - Saint-Marin |           |          | - Belgique - Danemark | - Pays-Bas |